# Prezë
Prezë là một đô thị trong quận Tirana thuộc hạt Tirana, Albania. Dân số năm 2005 là 4517 người.